# La vela dello spazio
La vela dello spazio (Gateway to Strangeness), tradotto anche come Nave Scuola 25 e Vela 25, è un racconto di fantascienza del 1962 dello scrittore statunitense Jack Vance.

## Storia editoriale
Secondo Vance egli scrisse il racconto traendo ispirazione dalla copertina, che Cele Goldsmith Lalli che dirigeva Amazing Stories aveva acquistato insieme a molte altre per risparmiare.
Gateway to Strangeness  fu pubblicato per la prima volta nel numero dell'agosto 1962 della rivista Amazing Stories e poi nel 1964 con il titolo Sail 25 come parte dell'antologia di opere di Vance Future Tense, pubblicata di nuovo nel 1981 cambiando il titolo in Dust of Far Suns sia al volume sia al racconto.
Una traduzione in italiano di Adalberto Chiesa, intitolata La vela dello spazio fu pubblicata dalla Mondadori nel 1964, in appendice al volume n. 325 di Urania e poi di nuovo nel volume del settembre 1972 della collana Omnibus come parte della raccolta Il passo dell'ignoto.
Una traduzione di Franco Giambalvo, intitolata Nave Scuola 25 fu pubblicata nel 1977 dalla Armenia Editore, nel volume n. 5 della collana Robot Speciale come parte dell'antologia personale Il meglio di Jack Vance (The Best of Jack Vance, 1976) che fu pubblicata di nuovo nel 1979 nel volume n. 14 della collana Raccolta Robot (che contiene anche il volume n. 15 di Robot Speciale) e nel 2003 dalla Mondadori nel volume n. 37 della collana Millemondi, intitolata L'opera dello spazio, che contiene anche altri due romanzi di Vance.
Una traduzione di Loredana Longhini, intitolata Vela 25 fu pubblicata dalla Mondadori nel 1982, nel volume n. 932 di Urania come parte dell'antologia I 7 peccati mortali della fs (The 7 Deadly Sins of Science Fiction, 1980).
Una traduzione di Fabio Feminò, pure intitolata Vela 25 fu pubblicata dalla Mondadori nel 2003, nel volume n. 1480 di Urania come parte dell'antologia I grandi maestri della fantascienza 3. Seconda parte (The SFWA Grand Masters, Volume 3, 2001).

## Trama
Otto cadetti spaziali incontrano il loro nuovo istruttore, Henry Belt: sono preoccupati per le storie strane e sconvolgenti che hanno sentito su lui, inclusa la sua leggendaria ubriachezza, d'altra parte sembra che molti dei più importanti uomini dello spazio siano stati addestrati da lui.
Dal momento che solo sei cadetti possono prender parte al viaggio spaziale, Belt assegna a ciascuno l'incarico di costruire tre specifici dispositivi usando cumuli identici di parti assortite: il compito risulta pressoché impossibile, i due che mostrano maggiore frustrazione sono lasciati a terra.
Gli altri si imbarcano su una piccola nave spaziale, la Sail 25, spinta solo da una vela solare per un viaggio fino a Marte. 
Belt lascia la navigazione completamente nelle loro mani.
Per tutto il tempo, egli annota con attenzione le loro manchevolezze (secondo i suoi idiosincratici standard), registrando i demeriti nel suo libriccino rosso.
Durante il viaggio l'impossibilità di riparare correttamente un computer malfunzionante fa loro perdere gli appuntamenti prima con Marte e poi con Giove. 
Non c'è nessun altro pianeta la cui gravità possa deviare il loro volo verso l'esterno del sistema: la loro vela solare può solo spingerli via dal Sole.
All'inizio del viaggio la radio è stata smontata da Belt e la scatola dei pezzi di ricambio risulta contenere il suo whisky, quindi non possono chiamare i soccorsi.
Sembra che siano condannati.
Uno dei cadetti si toglie la vita mentre altri due diventano catatonici. 
Henry Belt afferma di essere destinato a morire nello spazio e non offre alcun aiuto per uscire dalla loro difficile situazione.
I tre giovani rimasti trovano infine un modo per tornare sani e salvi sulla Terra dove Belt dice loro che li raccomanderà per un incarico nello spazio.
Mentre si preparano a sbarcare, ricompaiono i pezzi di ricambio del computer guasto.